# Art rock

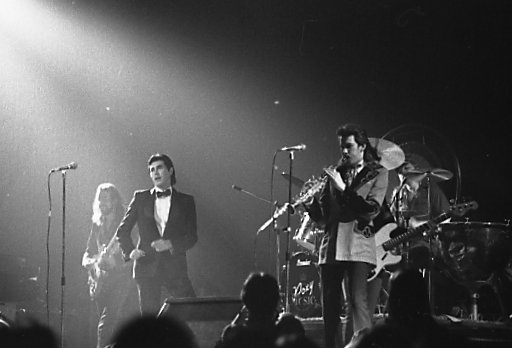
Roxy Music performing in Toronto in 1974

Art rock este un subgen de muzică rock, apărut la sfârșitul anilor 1960, cu influențe din art (avant-garde și muzică clasică). Conform Merriam-Webster Online Dictionary termenul a fost utilizat pentru prima dată în 1968. Art rock a fost o formă muzică de "dorea să extindă limitele rock & roll-ului", și a optat pentru un aspect mai experimental și mai conceptual al muzicii. Art rock-ul are influențe din câteva genuri, printre care muzica clasică și jazz-ul în compoziții de mai târziu.
Din cauza influențelor de natură clasică și experimentală, art rock-ul adesea a fost echivalat cu rockul progresiv; deși aceste genuri se diferențiază, rockul progresiv punând mai mult accent pe simfonie și melodie, în timp ce art rockul se concentrează pe muzica de avant-gardă.
Genul a căpătat o popularitate majoră la începutul anilor 1970, prin formații ca Jethro Tull, Electric Light Orchestra, 10cc, the Moody Blues, Emerson, Lake and Palmer și Procol Harum.